# Courcerac
Courcerac – miejscowość i gmina we Francji, w regionie Nowa Akwitania, w departamencie Charente-Maritime.
Według danych na rok 1990 gminę zamieszkiwały 262 osoby, a gęstość zaludnienia wynosiła 42 osób/km² (wśród 1467 gmin regionu Poitou-Charentes Courcerac plasuje się na 747. miejscu pod względem liczby ludności, natomiast pod względem powierzchni na miejscu 1023.).